# Космос-1778
Космос-1778 је један од преко 2400 совјетских вјештачких сателита лансираних у оквиру програма Космос.
Космос-1778 је лансиран са космодрома Тјуратам, Бајконур, СССР, 16. септембра 1986. Ракета-носач Протон је поставила сателит у орбиту око планете Земље. Маса сателита при лансирању је износила 1400 килограма. Космос-1778 је био навигациони сателит.